# Un Tango Más
Un Tango Más ist ein 1999 gegründetes Tango-Sextett aus Essen. Bisher veröffentlichte die Gruppe mit Esperatango und Un Tango Más zwei CDs. Ihr derzeitiges Projekt heißt Tango Pasión. Alle Musiker bei Un Tango Más komponieren ihre Stücke selbst.

## Historie
Das Sextett formierte sich 1999 und gehört heute zu den etablierten Ensembles in Deutschland. Sie vermischen Elemente des Tango Argentino mit dem Tango Nuevo. Das Ensemble spielte seit seiner Gründung in mehreren Philharmonien in Deutschland (Essen, Berlin, Dortmund, Duisburg, Freiburg im Breisgau, Lüneburg, Münster und Wuppertal). Zudem ist die Gruppe schon auf mehreren Festivals aufgetreten, wie „Unerhört“ im Schauspielhaus Bremen, Jazz im Hofgarten in Düsseldorf, dem Gitarrenfestival Ruhr oder auch dem Jazzfestival in Viersen, Potsdam und Essen. Ihre zweite CD Esperatango erschien 2007. Jedes Mitglied besitzt seine eigene Konzertpraxis. Bei ihrem aktuellen Projekt Tango Pasión wird die Gruppe von internationalen Tanzpaaren unterstützt. Sechs Jahre zuvor veröffentlichte das Sextett ihre gleichnamige Debüt-CD.

## Mitglieder

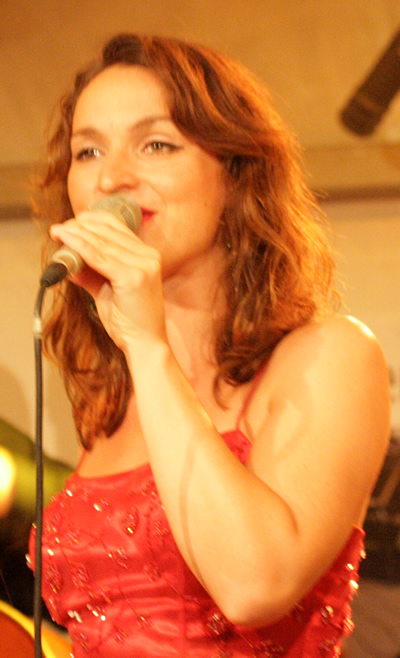
Sónnica Yepes

- Sónnica Yepes studierte Jazz an der Folkwang Hochschule in Essen. Sie war von 2000 bis 2002 Sängerin im Jazz-Orchester NRW und gab Konzerte in Deutschland, Griechenland, Frankreich und Belarus. Bei Un Tango Más ist sie Sängerin.
- Antje Vetter studierte Rhythmik an der Folkwang Hochschule in Essen und absolvierte ein Jazz-Violin-Studium an der Hochschule für Künste in Arnheim. Sie wirkte bei Das Letzte Kammeressemble (CD 1998) und DASKwartett mit. 1998 gewann sie den 7. Jazz-Nachwuchs-Festival in Leipzig. Bei Un Tango Más ist sie Violistin.
- Martin Scholz studierte Jazzklavier an der Folkwang Hochschule in Essen und ist Diplom-Jazzmusiker. Er gibt mehrere Konzerte im umliegenden Ausland. 2001 und 2003 gab er mehrwöchige Konzerte in Südamerika auf Einladung des Goethe-Instituts. Scholz ist bei Un Tango Más Pianist.
- Thomas Hanz studierte an der Folkwang Hochschule, in der Medizinischen Hochschule Hannover (unter Professor Roberto Aussel) und nahm an internationalen Meisterkursen teil. Er ist der Gründer von Un Tango Más und ist Gitarrist des Sextetts. Seit 1998 ist er künstlerischer Leiter des Gitarrenfestivals Ruhr.
- Jörg Siebenhaar studierte Akkordeon an der Folkwang Hochschule in Essen und ist Theatermusiker in Krefeld, Bochum und Göttingen. Er arbeitete auch schon mit Jürgen von der Lippe. Siebenhaar spielt Akkordeon bei Un Tango Más.
- Alexander Morsey gewann mehrere Jugend-jazzt-Wettbewerbe und studierte Kontrabass an der Folkwang Hochschule in Essen. Er gab bereits mehrere Konzerte in Mittelamerika, in der Karibik, Thailand, Polen und in Griechenland. Er ist (inzwischen auch als Tubist) auf über 20 CDs vertreten. Er spielte auch beim Bundesjazzorchester. Er ist bei Un Tango Más Bassist.

## Diskografie
- 2001 – Un Tango Más
- 2007 – Esperatango